# Temporada da Indy Lights de 2016
A Temporada da Indy Lights de 2016 foi a trigésima da história da categoria e a décima-quinta sancionada pela IndyCar.
Teve como campeão o anglo-emiratense Ed Jones, da Carlin Motorsport. Entre os novatos, o uruguaio Santiago Urrutia (Schmidt-Peterson Motorsports) foi, além de ter sido o melhor classificado, o vice-campeão da temporada.

## Equipes e pilotos
| Equipe                       | No. | Pilotos               | Corridas    |
| ---------------------------- | --- | --------------------- | ----------- |
| Andretti Autosport           | 27  | Dean Stoneman         | Todas       |
| Andretti Autosport           | 28  | Dalton Kellett        | Todas       |
| Andretti Autosport           | 51  | Shelby Blackstock     | Todas       |
| Belardi Auto Racing          | 5   | Zach Veach            | Todas       |
| Belardi Auto Racing          | 14  | Felix Rosenqvist      | 1–8, 12–13  |
| Belardi Auto Racing          | 45  | James French          | 9–10        |
| Carlin                       | 4   | Félix Serrallés       | Todas       |
| Carlin                       | 11  | Ed Jones              | Todas       |
| Carlin                       | 22  | Neil Alberico         | Todas       |
| Juncos Racing                | 13  | Zachary Claman DeMelo | Todas       |
| Juncos Racing                | 18  | Kyle Kaiser           | Todas       |
| McCormack Racing             | 34  | Davey Hamilton Jr.    | 17–18       |
| Schmidt Peterson Motorsports | 7   | RC Enerson            | 1–7         |
| Schmidt Peterson Motorsports | 17  | André Negrão          | Todas       |
| Schmidt Peterson Motorsports | 55  | Santiago Urrutia      | Todas       |
| Schmidt Peterson Motorsports | 77  | Scott Anderson        | 1–2, 4–7    |
| Schmidt Peterson Motorsports | 77  | Heamin Choi           | 3, 8, 11    |
| Team Pelfrey                 | 2   | Juan Piedrahita       | 1–13        |
| Team Pelfrey                 | 2   | Sean Rayhall          | 17–18       |
| Team Pelfrey                 | 3   | Scott Hargrove        | 1–8         |
| Team Pelfrey                 | 3   | Garett Grist          | 9–10, 12–18 |

## Classificação
Sistema de pontuação
| Posição | 1º | 2º | 3º | 4º | 5º | 6º | 7º | 8º | 9º | 10º | 11º | 12º | 13º | 14º | 15º | 16º | 17º | 18º | 19º | 20º |
| Pontos  | 30 | 25 | 22 | 19 | 17 | 15 | 14 | 13 | 12 | 11  | 10  | 9   | 8   | 7   | 6   | 5   | 4   | 3   | 2   | 1   |

- O piloto que larga na pole-position ganha um ponto extra.
- O piloto que liderar o maior número de voltas também recebe um ponto de bonificação.
- O piloto que marcar a volta mais rápida da prova também ganha um ponto extra.

| Pos | Driver                | STP | STP | PHX | ALA | ALA | IND | IND | INDY | RDA | RDA | IOW | TOR | TOR | MOH | MOH | WGL | LAG | LAG | Pts |
| --- | --------------------- | --- | --- | --- | --- | --- | --- | --- | ---- | --- | --- | --- | --- | --- | --- | --- | --- | --- | --- | --- |
| 1   | Ed Jones              | 10  | 7   | 2   | 1*  | 2   | 1*  | 4   | 21   | 4   | 13  | 31  | 6   | 5   | 6   | 11  | 2   | 2   | 4   | 363 |
| 2   | Santiago Urrutia      | 4   | 13  | 4   | 11  | 1*  | 2   | 2   | 14   | 9   | 1*  | 5   | 4   | 4   | 1*  | 1*  | 12  | 5   | 2   | 361 |
| 3   | Kyle Kaiser           | 3   | 2   | 1*  | 15  | 6   | 6   | 3   | 16   | 6   | 6   | 6   | 3   | 3   | 9   | 6   | 4   | 1*  | 3   | 334 |
| 4   | Zach Veach            | 16* | 3   | 8   | 3   | 10  | 5   | 10  | 10   | 1*  | 3   | 2*  | 9   | 6   | 5   | 4   | 1*  | 3   | 1*  | 332 |
| 5   | Dean Stoneman         | 8   | 6   | 5   | 16  | 3   | 3   | 1*  | 1*   | 2   | 9   | 4   | 5   | 14  | 3   | 2   | 10  | 13  | 9   | 316 |
| 6   | Félix Serrallés       | 1   | 4   | 7   | 2   | 15  | 7   | 5   | 6    | 3   | 14  | 1   | 2   | 10  | 4   | 10  | 7   | 8   | 5   | 311 |
| 7   | André Negrão          | 6   | 5   | 6   | 8   | 11  | 9   | 16  | 15   | 10  | 2   | 13  | 11  | 2   | 2   | 3   | 3   | 9   | 6   | 268 |
| 8   | Shelby Blackstock     | 14  | 11  | 14  | 4   | 5   | 10  | 7   | 4    | 13  | 5   | 12  | 10  | 9   | 8   | 5   | 6   | 10  | 11  | 227 |
| 9   | Zachary Claman DeMelo | 11  | 16  | 11  | 5   | 7   | 13  | 14  | 13   | 5   | 4   | 8   | 13  | 13  | 7   | 7   | 9   | 12  | 7   | 199 |
| 10  | Dalton Kellett        | 15  | 10  | 10  | 9   | 9   | 16  | 12  | 3    | 14  | 12  | 9   | 8   | 11  | 11  | 9   | 11  | 7   | 13  | 193 |
| 11  | Neil Alberico         | 12  | 15  | 9   | 12  | 14  | 11  | 13  | 7    | 11  | 11  | 11  | 12  | 8   | 12  | 8   | 5   | 6   | 10  | 193 |
| 12  | Felix Rosenqvist      | 7   | 1*  | 15  | 14  | 8   | 4   | 6   | 9    |     |     |     | 1*  | 1*  |     |     |     |     |     | 185 |
| 13  | Juan Piedrahita       | 9   | 8   | 12  | 7   | 16  | 15  | 11  | 8    | 12  | 7   | 7   | 14  | 12  |     |     |     |     |     | 135 |
| 14  | RC Enerson            | 5   | 12  | 3   | 6   | 4   | 8   | 15  | 11   |     |     |     |     |     |     |     |     |     |     | 111 |
| 15  | Garett Grist          |     |     |     |     |     |     |     |      | 7   | 10  |     | 7   | 7   | 10  | 12  | 8   | 11  | 15  | 102 |
| 16  | Scott Hargrove        | 2   | 14  | 13  | 13  | 12  | 14  | 9   | 5    |     |     |     |     |     |     |     |     |     |     | 93  |
| 17  | Scott Anderson        | 13  | 9   |     | 10  | 13  | 12  | 8   |      |     |     |     |     |     |     |     |     |     |     | 61  |
| 18  | Heamin Choi           |     |     | 16  |     |     |     |     | 12   |     |     | 10  |     |     |     |     |     | 15  | 12  | 40  |
| 19  | Sean Rayhall          |     |     |     |     |     |     |     |      |     |     |     |     |     |     |     |     | 4   | 8   | 32  |
| 20  | James French          |     |     |     |     |     |     |     |      | 8   | 8   |     |     |     |     |     |     |     |     | 26  |
| 21  | Davey Hamilton Jr.    |     |     |     |     |     |     |     |      |     |     |     |     |     |     |     |     | 14  | 14  | 14  |
| Pos | Driver                | STP | STP | PHX | ALA | ALA | IND | IND | INDY | RDA | RDA | IOW | TOR | TOR | MOH | MOH | WGL | LAG | LAG | Pts |

| Cor         | Resultado                       |
| ----------- | ------------------------------- |
| Ouro        | Vencedor                        |
| Prata       | 2º lugar                        |
| Bronze      | 3º lugar                        |
| Verde       | Entre 4º e 5º lugar             |
| Azul-claro  | Entre 6º e 10º lugar            |
| Azul-escuro | Fora do Top-10                  |
| Roxo        | Não completou a corrida         |
| Vermelho    | Não-classificado (DNQ)          |
| Marrom      | Desistiu (Wth)                  |
| Preto       | Desclassificado (DSQ)           |
| Branco      | Não largou (DNS)                |
|             | Não participou da corrida (DNP) |
|             |                                 |

| In-line notation |                                                |
| Negrito          | Pole position (1 ponto)                        |
| Itálico          | Volta mais rápida (1 ponto)                    |
| *                | Liderou o maior número de voltas (1 ponto)     |
| 1                | Treino cancelado Pontuação extra não atribuída |
| Rookie           |                                                |

| Cor         | Resultado                       |
| ----------- | ------------------------------- |
| Ouro        | Vencedor                        |
| Prata       | 2º lugar                        |
| Bronze      | 3º lugar                        |
| Verde       | Entre 4º e 5º lugar             |
| Azul-claro  | Entre 6º e 10º lugar            |
| Azul-escuro | Fora do Top-10                  |
| Roxo        | Não completou a corrida         |
| Vermelho    | Não-classificado (DNQ)          |
| Marrom      | Desistiu (Wth)                  |
| Preto       | Desclassificado (DSQ)           |
| Branco      | Não largou (DNS)                |
|             | Não participou da corrida (DNP) |
|             |                                 |

| In-line notation |                                                |
| Negrito          | Pole position (1 ponto)                        |
| Itálico          | Volta mais rápida (1 ponto)                    |
| *                | Liderou o maior número de voltas (1 ponto)     |
| 1                | Treino cancelado Pontuação extra não atribuída |
| Rookie           |                                                |